# Дворац Стубички Голубовец
Дворац Стубички Голубовец који се налази у Доњој Стубици један је од највреднијих хрватских двораца из каснобарокног периода у Републици Хрватској. Због своје архитектонске, историјске и амбијенталне вредност, дворац је проглашен за споменик културе и природно добро од националног значаја. Ово данас заштићено културно добро и природна реткост, успело је већим делом да сачува сопствени архитектонски, просторни и пејзажни идентитет.

## Положај
Дворац и некадашње племићко имање Голубовец се налази у Хрватском загорју, у живописном културном пејзажу Доње Стубице, у Парку природе Медведница. Од Загреба је удаљен 40 км цестом а ваздушном линијом само 19 км од центра Загреба. 
Голубовец се налази изнад нивоа мора на висини од око 200 метара, у станишту шуме храста лужњака и граба, са обиљем издашних врела воде, са 1002,6 мм годишње падавина и просечном температура од -2 до +22 °C.

## Историја
Доња Стубица је била 1573. године центар одигравања сељачке буне под вођством Матије Губца. Ту се налазило имање хрватског племића Фрање Тахија. Сељачка буна се проширила по целом Загорју, делу Штајерске и Крањске. Пре дизања побуне сељаци су слали три делегације код аустријског цара Максимилијана II, тражећи заштиту од Тахијевог насиља. Побуна је избила 12. јануара 1573. године, и након само 12 дана потпуно је савладана. Дана 15. фебруара 1573. године на Марковом тргу у Загребу погубљен је вођа Губeц.
Као вековно седиште округа или дистрикта, Доња Стубица је окупљала до 40.000 становника, а административне и политичке карактеристике такође су фаворизовале културни развој региона. На подручју Доње Стубице налазило се од 16. до 19. века неколико племићких дворова и властелинстава који су цветали у доба барока. Најпознатији дворац је Стубички Голубовец, а жупна црква Пресветог Тројства један је од најпознатијих готичких сакралних споменика културе Хрватског загорја.
Организовани друштвени и културни живот у Доњој Стубици може се документовати из 17. века када је школа основана, а истовремено је забележено постојање црквеног Братства хришћанске доктрине, које је деловало скоро два века. Друштвени и културни живот процветао је у другој половини 19. века.
Дворац Стубички Голубовец изграђен је око 1800. године, на захтев Регине Домјанић, удате грофице Драшковић. Након четири године од изградње дворца, тачније 1804. године грофичини наследници су продали дворац бискупу Максимилијану Врховцу који дворац обновио по својој жељи, и око њега проширио економски простор, уз помоћ кога је одржавао дворац и омогућио изградњу купалишта у Стубичким Топлицама.
Неколико година касније бискупу Максимилијан Врховц је купио и земљиште у Доњем Голубовцу, са мањом пољопривредном зградом, смештеном у близини дворца. Након додатних грађевинских радова економска зграда је увећана и претвара у мајур дворца Голубовец. 
Након смрти бискупа Максимилијана Врховца, дворац мења власника и под његовом управом дворац доживљава стагнацију, све до преузимања дворца од новог власника барона Левина Рајха који је дворац обновио и у њему унапредио живот. Он је проширио парк и преселио економске зграде и врт источно од замка, затворио приступ замку са севера и отворио нови пут са запада преко моста на новоизграђеном језеру. За време Левина Рајх Мајур је доживео свој највећи процват и остао такав све до средине 20. века, када је почео да пропада.
Дворац и парк преживели су Други светски рат без оштећења. Чак су  1944. године обновљене све фасаде двораца.
По окончању Другог светског рата, Голубовец је задесила судбина већине хрватских двораца - постепено пропадање, због послератна немаштина у Југославији и става нове комунистичка власти према овој врсти грађевина.
Од 1945. до данас, дворац је променио многе кориснике. До 1952. године у њему је била нижа партијска школа, затим је шест година био празан, а 1958. године у њему је било сиротиште. Те године почело је и оснивање одмаралишта, које никада није заживело.
Од 1960. године парком дворца управља шумарство, а у дворац и економске зграде су коришћене за фарму живине. Општина је 1969. године дворац доделила Хрватском повијесном музеју у Загребу, који га је користио до 1978. године, када је кајкавска књижница премештена из Националне и свеучилишне књижнице у Загребу у дворац.
Народна и универзитетска библиотека 1978. године у дворцу Стубички Голубовец сместила је депозитар са 600.000 дублета и неистражених књига и стварањем засебне колекције кајкавских писаних и штампаних речи. Ова колекцију писаног и штампаног материјала на кајкавском језику, настала је као резултате прикупљања и истраживања кајкавског књижевног и културно-историјског материјала, који се повремено објављује кроз изложбене и издавачке активности.

## Опис дворца
Изграђен у каснобарокном стилу Дворац Стубички Голубовец, по својим архитектонским елементима припада типу вишекрилних двораца препознатљивом по „U“ обликом у основи. Са три крила, и својом организацијом распореда веома је сличан оближњем замку Орославје доње, изграђеном пре _Стубичког Голубовца.
У централном крилу налазе се просторије у два реда са ходником у средини, док бочна, краћа крила имају само један ред просторија, што је у складу са тадашњим тенденцијама сабијања основе грађевине према централном облику. Попречну осу композиције означава улазни хол, на спрату истакнута главна сала, а позади ходник у коме је двокрако степениште. Унутар западног бочног крила налази се дворска капела посвећена Свдетом Максимилијан.

### Перивој (парк)
Парковски део или перивој дворца састоји се из три различите стилско-пејзажне и функционалне целине, површине 21,97 ha:
- перивој северно од дворца,
- парковска шума западно и јужно од дворца, делом дивља шума храста лужњака и граба, а делимично обрађена шума америчког бора. Ако се посматра као композиција, то је непосредни природни оквир парка и његова подршка јер повезује парк са околним пејзажом.[7]
- Вилинске пољане западно од парковске шуме,[1] која у сценографском погледу чини источни застор Вилинске пољане, одакле се пружао величанствен поглед на Медведницу и њене стубичке падине.

Перивој с парковском шумом спада међу најлепше загорске перивоје, а његова посебност су Вилинске пољане - велики простор који се простире на око 84 хектара. Овај таласасти предео пресецају потоци, језера, рибњаци, ливаде, оранице, гајеви, жива ограда уз водотокове, храстове стабла и леп поглед из перивоја према северним обронцима Медведнице.
По композицији највреднији је северни део парка који се издваја по високо естетској композицији коју чини погледа са замка на брда северно од парка, на поједина дрвећа и њихове групе, на ливаде и оближњих шума. Од првобитног изгледа парка, и бројних егзотичних врста, данас је остало врло мало. Четинари, који су тамном бојом створили основну атмосферу, готово су нестали, па се некадашњи полихромни састав претворио у монохроматски због превласти аутохтоних стабала. Од преосталих егзотичних врста у парку, вредан је помена грм сасафраса (Sassafras officinale).

## Обнова дворца
Даље пропадање дворца зауставила је Кајкавиана, друштво за сакупљање, очување и промоцију хрватске кајкавске баштине, које окупља око 200 чланова из Стубице, Хрватске и иностранства, почело је са радом у замку 9. фебруара 1989. године. Од 1996. године друштво је отворило врата замка за посетиоце и од тада је било домаћин концерата, књижевних вечери, симпозијума, изложби и других догађаја.
Донацијом Антуна Бауера, 1998. године, Доња Стубица је у дворцу Голубовец добила сталну поставку одабраних дела хрватских сликара. Од те године најеминентнији хрватски музичари одржавају концерте у обновљеној репрезентативној палати замка, а одржавају се и књижевне вечери и промоције, стручна и популарна предавања, а Кајкавиана кроз своје изложбене, концертне и издавачке активности постаје средиште културних дешавања у Доњој Стубици.
Данас постоји и идеја да се Крапинско - загорска жупанију и дворац претворе у научно - образовни центар.

### Обнова дворца након земљотреса 2020.
Земљотрес у Хрватској који се догодио у марту 2020. године делимично је уништио димњаке и кулу на капели Дворац Стубички Голубовец, и ненео укупно пријављену штету на дворцу од потреса у износу од 1,8 милиона куна. Одмах се приступило поправкама (пре зиме и снега), како не би настала још већа штета. Радове који су износили 73 хиљаде куна, финансирала је Крапинско-загорска жупанија и Град Доња Стубица (50:50). Према изјеви општинских власти:
Ово је прва фаза санације, док би се друга изводила из чисте економије реконструкцијом дворца у Научно-образовни и забавни центар (ЗЕЗ), која укупно вреди 120 милиона куна, а спроводила би се кроз финансијске механизме отпорности и опоравка.

## Заштита
Под ознаком З-2441 Дворац Стубички Голубовец регистровано је као непокретно културно добро - са појединачно, правним статусом заштићеног културног добра, класификованог као „профана архитектонска баштина“. Републике Хрватске.